# Antony
Antony és un municipi francès, situat al departament dels Alts del Sena i a la regió d'Illa de França. L'any 2005 tenia 59.600 habitants.
Municipi de l'àrea suburbana de París, a 11 km del centre i al sud del parc de Sceaux, que exerceix una funció essencialment residencial, si bé té també algunes indústries: construccions metàl·liques, química, de productes farmacèutics i de fabricació de mobles.
Forma part del cantó i del districte del mateix nom. I des del 2016 de la divisió Vallée Sud Grand Paris de la Metròpolis del Gran París.

## Personatges il·lustres
- Céline Bara